# FM모닝쇼 조문주입니다
FM모닝쇼 조문주입니다는 울산MBC FM4U(FM 98.7MHz)에서 매일 오전 7시부터 종영 방송되는 라디오 프로그램이다. 2017년 4월 30일 자로 9년만에 폐지되었다.

## 코너 소개

### 평일 코너
- 1부 : 귀로 듣는 오늘 아침 신문
- 2부 첫 순서 : 스포츠 뉴스
- 월, 수, 금요일 2부 : 빵터지는 퀴즈
- 화요일 2부 : 노래 하나 일곱 고개 - 가수와 노래에 관한 문제를 준비하고 그에 따른 일곱 가지 힌트를 범위를 점차 좁혀가며 제시한 후 문제를 맞추도록 유도한다. 가장 난이도가 높은 초기 힌트에서 정답을 맞춘 사람에게 선물~
- 목요일 2부 : 응답하라 그 때 그 시절 - 추억돋는 아이템들을 퀴즈로 풀어보는 시간
- 금요일 2부 : 식사로드 - 노중훈 여행작가와 함께 여행을 떠나보고 그곳에서의 에피소드와 추천 음식을 소개받는 시간.
- 3부 첫 순서 : 쥬디의 오늘은 - 오늘 하루도 열심히 달릴 여러분을 위해 오늘에 대한 짧은 단상, 그리고 힘을 주는 이야기들 전해드립니다. (그날그날의 상황, 이슈성 기념일 등에 따라, ‘원고, 청취자 참여 녹음’ 등 다양한 형태로 진행)
- 월요일 3부 : 은비가 간다(김은비 리포터) - 주말의 이슈, ‘저건 왜저래?’하는 소소한 궁금증, 화제의 현장 어디든 발빠르게 찾아가 월요일을 깨우는 현장의 목소리를 담아 옵니다.
- 화요일 3부 : 화요일엔 화난다(정아름 리포트) - 상쾌한 아침을 방해하는 분노유발자들을 고발해주세요. 시원하게 함께 씹어(?) 드리고, 누가 뭐래도 여러분의 편을 들어 드립니다. 푸짐한 선물은 덤!!
- 수요일 3부 : 이집 클래식(육수근 작곡가) - 클래식이 어렵다는 편견은 버려~ 친절한 해설과 함께하는 ‘고급진 ’음악감상 시간, 수요일 이 집에 가면 클래식이 쉬워진다. ‘이집 클래식’
- 목요일 3부 : 밥먹기보다 쉬운 법률이야기
- 금요일 3부 : 노란 주유소를 찾아라 (문은지 리포터)

### 토요일 코너
- 1부 : 안타까운 Song - 주중에는 차마 틀지 못했던 긴곡, 느린곡, 듣다가 짤린곡, 주말에는 넓은 아량으로 다 틀어드립니다.
- 2부 : 별걸 다 조사하는 여자 - '뭘 이런것까지 조사한대?'하는 이색 연구결과, 뜬금없는 설문조사 결과들까지... 재미있는 리서치들 모아서 정리해 드립니다.
- 3부 : 영화 소식
- 4부 : 결정적 한곡(청취자 참여) - 누구에게나 인생에 결정적인 한곡은 있게 마련~ 나에게 특별한 의미가 있는 사연과 함께 신청곡을 전해드립니다.

### 일요일 코너
- 1부 : 한주간의 이슈 - 미리 보는 한주간의 이슈들을 정리해 드립니다.
- 2부 : 방못미(방송 못해줘서 미안해!!) - 주중에 진행된 문자쇼 참여자중 소개하지 못한 문자들을 골라 애프터서비스 해드립니다.
- 3, 4부 : 테마뮤직 - 한주를 달구었던, 혹은 시의성 있는 한가지 테마를 정해 그에 관련된 음악들을 들어보는 시간.

## 같이 보기
- FM모닝쇼
- 울산문화방송
- MBC FM4U
- 굿모닝FM 노홍철입니다

| 울산MBC FM4U 매일 프로그램    |                       |                        |
| 이전                          | FM모닝쇼 조문주입니다 | 다음                   |
| 세상을 여는 아침 김초롱입니다 | FM모닝쇼 조문주입니다 | 오늘아침 정지영입니다  |
| 오전 5:00 ~ 오전 6:57         | 오전 7:00 ~ 오전 8:57 | 오전 9:00 ~ 오전 10:56 |
|                               |                       |                        |